# (8119) 1997 TP25
A (8119) 1997 TP25 a Naprendszer kisbolygóövében található aszteroida. A Beijing Schmidt CCD Asteroid Program keretében fedezték fel 1997. október 12-én.